# Arachidylglucosid
Arachidylglucosid (auch Eicosylglucosid) ist das Glucosid des Fettalkohols 1-Eicosanol.

## Herstellung
Arachidylglucosid wird analog zu anderen Alkylglucosiden mittels Alkoholyse von Glucose oder Polysacchariden durch Eicosanol gewonnen. Dabei kommt es auch zur Kondensation von Glucose-Einheiten, sodass das üblicherweise genutzte Produkt Glycoside mit einer variablen Anzahl an Zuckereinheiten umfasst. Zum Teil werden auch Gemische von Alkoholen unterschiedlicher Länge verwendet.

## Verwendung
Gemäß Daten aus dem Voluntary Cosmetic Registration Program der FDA ist Arachidylglucosid Inhaltsstoff in diversen Kosmetika. Verwendet werden die Alkylglucoside insbesondere als Emulgatoren. Beispielsweise ist Arachidylglucosid in diversen Sonnenschutzprodukten enthalten und wird auch in Befeuchtungscremes verwendet. Alkylglucoside wie Arachidylglucosid kommen unter anderem zu Einsatz, wenn Wert auf natürliche Zutaten gelegt wird, da sowohl die Zucker- als auch die Alkylkomponenten aus pflanzlichen Rohstoffen gewonnen werden können. Beispielsweise kann aus Rapsöl ein Gemisch von Eicosanol und Docosanol gewonnen werden.

## Metabolismus und Toxikologie
Auf menschlicher Haut vorkommende Glucosid-Hydrolasen können Arachidylglucosid in Glucose und Eicosanol spalten. Alkylglucoside inklusive Arachidylglucosid können allergische Hautreaktionen verursachen.